# Mohamad Abd El Fatah
Mohamad Abd El Fatah (arabisch محمد عبد الفتاح, DMG Muḥammad ʿAbd al-Fattāḥ; * 4. Februar 1978 in Suez) ist ein ägyptischer Ringer. Er wurde 2006 Weltmeister im Mittelgewicht im griechisch-römischen Stil.

## Werdegang
Mohamad Ibrahim Abd El Fatah begann im Jahre 1988 als Jugendlicher mit dem Ringen. Er ist Mitglied des Polizei-Sportvereins Al Qahira Kairo und wird von Khairy Saleh trainiert. Er ist Sportjournalist, konzentriert sich aber ganz auf das Ringen. Bei einer Größe von 1,85 Metern ringt bzw. rang er zunächst im Mittelgewicht und seit 2010 im Halbschwergewicht. Er setzt eine gute Tradition von ägyptischen Ringern, die vor allem im griechisch-römischen Stil bei Olympischen Spielen und bei Weltmeisterschaften einige große Erfolge erzielen konnten, fort.
1997 wurde er Sieger bei den Pan-Arabischen Spielen in Damaskus und 1998 bei den Afrikanischen Meisterschaften in Kairo. Auch bei der Junioren-Weltmeisterschaft 1998 in Kairo gelang ihm ein Erfolg, denn er belegte dort im Weltergewicht den 2. Platz. 1999 siegte Mohamad Abd El Fatah bei den Afrikanischen Spielen in Johannesburg im Mittelgewicht sogar in beiden Stilarten. Im freien Stil startete er allerdings später nie mehr.
Im Jahre 2000 konnte er erneut afrikanischer Meister werden; außerdem gelang es ihm, sich für die Olympischen Spiele in Sydney zu qualifizieren. In Sydney kam er im Mittelgewicht zu einem Sieg über Quincey Clark aus den Vereinigten Staaten. Nach einer Niederlage gegen Luiz Enrique Mendez Lazo aus Kuba schied er aber nach der 2. Runde aus und belegte den 8. Platz.
2002 wurde Mohamad Abd El Fatah in Kairo wiederum Afrikameister und es gelang ihm in diesem Jahr erstmals, eine Medaille bei einer Ringer-Weltmeisterschaft zu gewinnen. In Moskau besiegte er dazu im Mittelgewicht Oleksandr Darahan aus der Ukraine, Bartolomiej Pryczkowski aus Polen, Muchran Wachtangadse aus Georgien und Bradley Vering aus den Vereinigten Staaten. Im Halbfinale verlor er gegen Alexander Menschtschikow aus Russland, aber mit einem Sieg über Lewon Geghamjan aus Armenien erkämpfte er sich eine Bronzemedaille.
In den folgenden Jahren konnte er nicht an diesen Erfolg anknüpfen und schaffte auch die Qualifikation für die Olympischen Spiele 2004 in Athen nicht. Im Jahre 2006 war er aber wieder in hervorragender Form. Er überraschte bei der Weltmeisterschaft dieses Jahres in Guangzhou die gesamte Fachwelt und wurde mit Siegen über Attila Bátky, Slowakei, Ka-Koma Bella Lufer, Südafrika, den Olympiasieger von 2004 Alexei Mischin, Russland, den er mit 2:0 Runden und 7:0 Punkten klar schlug, Badri Chassaia, Georgien, und Nazmi Avluca aus der Türkei Weltmeister.
2008 konnte sich Mohamad Abd El Fatah in Rom und Novi Sad wieder nicht für die Olympischen Spiele in Peking zu qualifizieren. Ein gutes Ergebnis erreichte er aber wieder bei der Weltmeisterschaft 2011 in Istanbul. Wo er, im Halbschwergewicht startend einen sehr guten 5. Platz belegte. Auf dem Weg zu diesem Erfolg siegte er über Irakli Kadschaia aus Georgien, Ewgeni Aschkalow aus Usbekistan und Yunior Estrada Falcon aus Kuba. Gegen Elis Guri aus Bulgarien verlor er im Halbfinale, und im Kampf um eine WM-Bronzemedaille musste er sich auch Rustam Totrow aus Russland geschlagen geben. Dieser 5. Platz reichte aus, um sich für die Olympischen Spiele 2012 in London zu qualifizieren. Dies war nach 2000 seine zweite Teilnahme an Olympischen Spielen.

## Internationale Erfolge
| Jahr | Platz | Wettbewerb                                             | Gewichtsklasse | Ergebnisse |
| 1997 | 1.    | Pan Arabische Spiele in Damaskus                       | Mittel         | vor Al Ken Mohamad, Syrien und Yousef Mohamad Al Dmidi, Königreich Saudi-Arabien |
| 1998 | 1.    | Afrika-Meisterschaft in Kairo                          | Welter         | vor Amor Bach Hamba, Tunesien und Gideon Malherbe, Südafrika |
| 1998 | 2.    | Junioren-WM in Kairo                                   | Welter         | hinter Juri Witt, Usbekistan, vor Gela Tschaidse, Georgien, und Alexei Mischin, Russland |
| 1999 | 1.    | All-Afrikanische Spiele in Johannesburg                | Mittel         | griechisch-römischer Stil: vor P. Bezuidershout, Südafrika und Amor Bahc Hamba |
| 1999 | 1.    | All-Afrikanische Spiele in Johannesburg                | Mittel         | freier Stil:vor Willem Putter, Südafrika und Mohamad Ali Ben Barek, Tunesien |
| 2000 | 3.    | Olympia-Qualifikations-Turnier in Faenza               | Mittel         | hinter Alexander Menschtschikow, Russland, und Fritz Aanes, Norwegen, vor Hamza Yerlikaya, Türkei |
| 2000 | 3.    | Olympia-Qualifikations-Turnier in Clermont-Ferrand     | Mittel         | hinter Hamza Yerlikaya und Sergei Zwir, Russland |
| 2000 | 1.    | Olympia-Qualifikations-Turnier in Alexandria           | Mittel         | vor Ali Reza Nikkhoo, Iran und Oleksandr Darahan, Ukraine |
| 2000 | 1.    | Afrika-Meisterschaft                                   | Mittel         | vor Amro Bach Hamba und Mohamed Smiry, Marokko |
| 2000 | 8.    | OS in Sydney                                           | Mittel         | nach einem Sieg über Quincey Clark, USA und einer Niederlage gegen Luiz Enrique Mendez Lazo, Kuba |
| 2001 | 1.    | Mittelmeer-Spiele in Tunis                             | Mittel         | vor Amor Bach Hamba und Theofanis Anagnostou, Griechenland |
| 2001 | 1.    | Welt-Cup in Levallois                                  | Mittel         | vor Tekin Caglar, Türkei und Ethan Bosch, USA |
| 2002 | 1.    | Afrika-Meisterschaft in Kairo                          | Mittel         | vor Amor Bach Hamba und Pieter C. Gouws, Südafrika |
| 2002 | 1.    | Großer Preis von Deutschland in Dortmund               | Halbschwer     | vor Hamza Yerlikaya und Alexei Tschoglanow, Usbekistan |
| 2002 | 3.    | WM in Moskau                                           | Mittel         | nach Siegen über Oleksandr Darahan, Bartolomiej Pryzkowski, Polen, Muchran Wachtangadse, Georgien und Bradley Vering, USA, einer Niederlage gegen Alexander Menschtschikow und einem Sieg über Lewon Geghamjan, Armenien |
| 2002 | 1.    | Welt-Cup in Kairo                                      | Mittel         | vor Nazmi Avluca, Türkei und Bradley Vering |
| 2003 | 19.   | WM in Créteil                                          | Mittel         | nach einem Sieg über Waldas Sidlauskas, Litauen und einer Niederlage gegen Ara Abrahamian, Schweden |
| 2004 | 5.    | Olympia-Qualifikations-Turnier in Novi Sad             | Mittel         | Sieger: Alexei Mischin vor Oleksandr Darahan |
| 2005 | 1.    | „Dave-Schultz“-Memorial in Colorado Springs            | Halbschwer     | vor Kalojan Dintschew, Bulgarien und Justin Ruiz, USA |
| 2005 | 14.   | WM in Budapest                                         | Mittel         | nach einem Sieg über Kemal Tajic, Bosnien-Herzegowina und einer Niederlage gegen Oleksandr Darahan |
| 2006 | 3.    | „Dave-Schultz“-Memorial in Colorado Springs            | Halbschwer     | hinter Jimmy Lidberg, Schweden und Kalojan Dintschew |
| 2006 | 1.    | WM in Guangzhou                                        | Mittel         | nach Siegen über Attila Bátky, Slowakei, Ka-Koma Bella Lufa, Südafrika, Alexei Mischin, Badri Chassaia, Georgien und Nazmi Avluca                                                                                        |
| 2008 | 15.   | Olympia-Qualifikations-Turnier in Rom                  | Mittel         | Sieger: Mélonin Noumonvi, Frankreich vor Andrei Samochin, Kasachstan |
| 2008 | 16.   | Olympia-Qualifikations-Turnier in Novi Sad             | Mittel         | Sieger: Schalwa Gadabadse, Aserbaidschan vor Attila Bátky |
| 2010 | 1.    | Mittelmeer-Spiele in Istanbul                          | Halbschwer     | vor Beniamo Scibilia, Italien und Mahmut Alkan, Türkei |
| 2010 | 1.    | Afrika-Meisterschaft in Kairo                          | Halbschwer     | vor Hassine Ayari, Tunesien und Choukri Attafi, Marokko |
| 2010 | 2.    | Golden-Grand-Prix in Baku                              | Halbschwer     | hinter Babak Hossein Ghorbani Goldasteh, Iran, vor Dimitri Timchenko, Ukraine und Ahmet Tacyldiz, Türkei |
| 2010 | 17.   | WM in Moskau                                           | Halbschwer     | nach einem Sieg über Soso Jabidse, Georgien und Niederlagen gegen Amir Ali-Akbari, Iran und Dawid Saldadse, Usbekistan                                                                                                   |
| 2011 | 3.    | Giwi Kartosija & Wachtang Balawadse-Memorial in Tiflis | Halbschwer     | hinter Irakli Kadschaia, Georgien und Majid Aliyari Fezzabad, Iran |
| 2011 | 11.   | Golden-Grand-Prix in Baku                              | Halbschwer     | Sieger_ Babak Hossein Ghorbani Goldasteh vor Aslanbek Chuschtow, Russland |
| 2011 | 5.    | WM in Istanbul                                         | Halbschwer     | nach Siegen über Irakli Kadschaia, Ewgeni Aschkalow, Usbekistan und Yunior Estrada Falcon, Kuba und Niederlagen gegen Elis Guri, Bulgarien und Rustam Totrow, Russland                                                   |
| 2012 | 1.    | „Dave-Schultz“-Memorial in Colorado Springs            | Halbschwer     | vor Justin Ruiz und Beniamo Scibilia |

## Erläuterungen
- alle Wettkämpfe im griechisch-römischen Stil (1 Ausnahme)
- OS = Olympische Spiele, WM = Weltmeisterschaft